# 阿德里安娜·塞雷索
阿德里安娜·塞雷索·伊格莱西亚斯（西班牙語：Adriana Cerezo Iglesias，2003年11月24日—），西班牙跆拳道運動員，她代表西班牙隊參加了日本舉行的2020年夏季奧林匹克運動會，並且在女子49公斤級比賽上獲得銀牌。